# سيبيل باير
سيبيل باير (بالألمانية: Sibylle Baier)‏ هي مغنية وممثلة ألمانية، ولدت في القرن العشرين.

## أعمال

### أفلام
- (1973) أليس في المدن

## وصلات خارجية
- الموقع الرسمي
- سيبيل باير على موقع IMDb (الإنجليزية)
- سيبيل باير على موقع ألو سيني (الفرنسية)
- سيبيل باير على موقع ميوزك برينز (الإنجليزية)
- سيبيل باير على موقع أول موفي (الإنجليزية)
- سيبيل باير على موقع قاعدة بيانات الأفلام السويدية (السويدية)
- سيبيل باير على موقع أول ميوزيك (الإنجليزية)
- سيبيل باير على موقع ديسكوغز (الإنجليزية)
- سيبيل باير على موقع قاعدة بيانات الفيلم (الإنجليزية)
- سيبيل باير على موقع كينوبويسك (الروسية)